# Jewhen Selin
Jewhen Serhijowycz Selin, ukr. Євген Сергійович Селін (ur. 9 maja 1988 w Nowoajdarze) – ukraiński piłkarz, grający na pozycji obrońcy, reprezentant Ukrainy.

## Kariera piłkarska

### Kariera klubowa
Wychowanek Stali Ałczewsk, w którym rozpoczął karierę piłkarską (rozegrał tylko jeden mecz w Pucharze Ukrainy). W marcu 2007 roku został piłkarzem Metalista Charków. Latem 2010 został wypożyczony do Worskły Połtawa, a na początku 2011 połtawski klub wykupił jego transfer. 3 stycznia 2013 roku podpisał 5-letni kontrakt z Dynamem Kijów. 3 marca 2015 został wypożyczony do Metalista Charków. 31 lipca 2015 został wypożyczony do greckiego AO Platania Chanion. 31 sierpnia 2016 ponownie został podstawom piłkarzem Dynama. 20 grudnia 2016 jako wolny agent podpisał nowy kontrakt z greckim klubem Asteras Tripolis. 2 maja 2018 podpisał kontrakt z węgierskim MTK Budapest FC. 5 czerwca 2019 przeszedł do Anorthosisu Famagusta.

### Kariera reprezentacyjna
W latach 2008–2011 bronił barw młodzieżowej reprezentacji Ukrainy. 7 października 2011 roku debiutował w narodowej reprezentacji Ukrainy, strzelając debiutowego gola w meczu towarzyskim z Bułgarią.

## Sukcesy i odznaczenia

### Sukcesy klubowe
- brązowy medalista Mistrzostw Ukrainy: 2009, 2010